# Martin Schalling der Jüngere
Martin Schalling der Jüngere (* 21. April 1532 in Straßburg; † 29. Dezember 1608 in Nürnberg) war ein evangelischer Theologe, Kirchenlieddichter und Reformator.
Sein Vater war Martin Schalling der Ältere.

## Leben
Schalling erhielt 1542 ein Stipendium des Grafen Wilhelm von Fürstenberg für den Schulbesuch in Wolfach in Höhe von 6 Gulden, wechselte 1546 an ein Gymnasium in Straßburg, studierte in Wittenberg, wurde 1554 Magister, kam als Diakonus nach Regensburg, geriet aber in Gegensatz zu Nicolaus Gallus und wechselte daher nach Amberg über. Als Kurfürst Friedrich III. von der Pfalz durch Caspar Olevian die reformierte Auffassung einzuführen suchte, widersetzte sich Schalling und suchte Rat in Wittenberg. 
Er musste Amberg verlassen und ging nach Vilseck. Erst unter der Regierung Ludwigs VI. konnte er als Hofprediger und Superintendent nach Amberg zurückkehren. Bei den Konkordienbemühungen arbeitete er zuerst mit, setzte sich auch für seinen Lehrer Philipp Melanchthon ein, zog sich aber zuletzt doch zurück. Im Jahre 1585 wurde er Pfarrer in Nürnberg und konnte dort noch 20 Jahre wirken. 
Als Liederdichter machte er sich einen Namen durch sein Lied Herzlich lieb hab ich dich, o Herr (EG 397), das unter anderem von Heinrich Schütz (in der Geistlichen Chormusik), Dietrich Buxtehude (Kantate, BuxWV 41) und Johann Sebastian Bach (am Schluss der Johannespassion) vertont wurde. Der Text entstand in Waldsassen am 2. Juli 1569 („am Tag der Heimsuchung Mariae“) als Abschlussgebet einer Predigt (ein Faksimile der Handschrift in Eckert 1969, Taf. II–IV, nach S. 216).

## Gedenktag
30. Dezember im Evangelischen Namenkalender.